# 当男人恋爱时 (2024年电影)
，曾用名《The Interest》，是一部改编自2014年韩国电影《当男人恋爱时》，瓦奇拉维特·奇瓦雷、乌拉萨雅·斯帕邦德领衔主演的泰国浪漫动作剧情片。电影主要讲述了一名收债人与一名因经济问题而努力照顾生病父亲的女人的爱情故事，并于2024年4月25日在泰国上映。

## 剧情
收债人Ai Bo（Bright 饰）在附近街道上骚扰店主，并为他工作的高利贷者讨债 。一天，他遇到了一个单纯的女人Im（Yaya 饰）。Im努力照顾生病的父亲。为了偿还她父亲欠下的医院账单，她只能向高利贷借钱。Ai Bo和Im达成协议，协助Im偿还债务，并要求她与他约会作为回报。最终Ai Bo爱上了Im，但后来发现自己患有绝症。

## 演员阵容
- 瓦奇拉维特·奇瓦雷（Bright）[15][23][24] 饰演 阿波（Ai Bo）
- 乌拉萨雅·斯帕邦德（Yaya）[24][25] 饰演 小盈（Im）
- 塔纳本·吉塔澜（Aou）[26] 饰演 Pad
- 旺萨空·拉萨米塔（Ton McIntosh）饰演 Boon
- 萨鲁特·威奇特拉农（Big）
- 凯塞利亚·麦克托什（英语：Kathaleeya McIntosh）（Mam）
- 松希·努诺卡空希（英语：Songsit Roongnophakunsri）（Kob）
- 婉维茉·珍萨瓦米缇（June）饰演 Nita
- 瓦查拉·潘亚姆（Jeab）饰演 Odd
- 彭奇塔·那·宋卡（Benz）饰演 Wan
- D Gerrard 饰演 Prasit
- 帕克普姆·琼曼瓦塔纳（Aun）饰演 Ek
- 尼替·柴契塔通（Pompam）饰演 Richy（客串）

## 制作

### 开发
2022年11月22日，GMMTV在曼谷联合大厅举办新剧推介会“GMMTV 2023 Diversely Yours”中推出了19部电视剧项目，并公布将翻拍2014年韩国电影《当男人恋爱时》。之后，GMMTV在活动中播电影的预告片。
此片由GMMTV与Parbdee Taweesuk联合制作，《特长生：毕业季》的导演瓦苏蒂克·特皮奇（Waasuthep Ketpetch）执导。

### 拍摄
2023年7月11日，经过无数次会议、剧本修改、选景、选角、等前期制作阶段后，剧组最终在泰国芭堤雅开始拍摄工作。导演之所以会在芭堤雅拍摄是因为芭堤雅是一座多元化的城市，有助于清晰地体现人物性格特征。演员瓦奇拉维特·奇瓦雷在已故明星帕纳·里蒂克莱的御用特技团队Panna Stunt Academy接受动作训练准备。2023年10月，电影正式杀青。

### 宣传
2023年10月17日，电影发布官方预告片。

## 发行
2024年4月22日，GMMTV在暹罗百丽宫百丽宫影城（Paragon Cineplex）5楼的Infinity Hall举行首映礼。